# Можарский сельсовет
Можарский сельсовет - сельское поселение в Курагинском районе Красноярского края.
Административный центр - село Можарка.

## Население
| 2010 | 2012  | 2013  | 2014  | 2015  | 2016  | 2017  |
| ---- | ----- | ----- | ----- | ----- | ----- | ----- |
| 1199 | ↗1219 | →1219 | ↗1251 | ↗1308 | ↗1347 | ↘1336 |

## Состав сельского поселения
В состав сельского поселения входят 3 населённых пункта:
| № | Населённый пункт | Тип населённого пункта       | Население |
| - | ---------------- | ---------------------------- | --------- |
| 1 | Верхнемишкино    | посёлок                      | 0         |
| 2 | Можарка          | село, административный центр | 682       |
| 3 | Тюхтят           | село                         | 517       |

## Местное самоуправление
Можарский сельский Совет депутатов
Дата избрания: 14.03.2010. Срок полномочий: 5 лет. Количество депутатов:  7
Глава муниципального образования
- Шибанова Наталья Викторовна. Дата избрания: 14.03.2010. Срок полномочий: 5 лет